# Cantó de Bligny-sur-Ouche
El cantó de Bligny-sur-Ouche és un cantó francès del departament de Costa d'Or, situat al districte de Beaune. Té 22 municipis i el cap és Bligny-sur-Ouche.

## Municipis
- Antheuil
- Aubaine
- Auxant
- Bessey-en-Chaume
- Bessey-la-Cour
- Bligny-sur-Ouche
- La Bussière-sur-Ouche
- Chaudenay-la-Ville
- Chaudenay-le-Château
- Colombier
- Crugey
- Cussy-la-Colonne
- Écutigny
- Lusigny-sur-Ouche
- Montceau-et-Écharnant
- Painblanc
- Saussey
- Thomirey
- Thorey-sur-Ouche
- Veilly
- Veuvey-sur-Ouche
- Vic-des-Prés

## Història
| Data d'elecció                           | Identitat              | Partit                               | Qualitat |
| ---------------------------------------- | ---------------------- | ------------------------------------ | -------- |
| 1945-1955                                | M. Chatain             | RI                                   |          |
| 1955-1967                                | Henri Manière          | Divers droite                        |          |
| 1967-1985                                | Jean-François Lacaille | Divers gauche, després divers droite |          |
| 1985-1992                                | Jean-Louis Desfaits    | UDF                                  |          |
| 1992-                                    | Gabriel Moulin         | Divers gauche                        |          |
| les dades anteriors no són pas conegudes |                        |                                      |          |
|                                          |                        |                                      |          |

## Demografia
| A partir de 1990: Població sense dobles comptes |